# Hycan
Hycan Automobile Technology ― китайський виробник електромобілів зі штаб-квартирою в Гуанчжоу, Китай.

## Історія
10 квітня 2018 року GAC Group, GAC New Energy Technology (тепер GAC Aion) та Nio Inc. створили спільне підприємство під назвою GAC-Nio New Energy Technology Co., Ltd., а майже через рік, 1 квітня 2019 року, GAC та Nio оголосили про майбутню презентацію нового бренду Hycan та електричного позашляховика в рамках цього спільного підприємства.
На початку 2021 року найбільшим акціонером GAC-Nio стала Guangdong Pearl River Investment Management Group, а частка Nio в Hycan була розмита до 4,5%. Пізніше того ж року GAC-Nio змінила назву на Hycan. 2022 року Nio вийшла зі складу акціонерів Hycan.
11 січня 2025 року GAC Group повідомила, що як акціонер вона вирішує питання працевлаштування співробітників Hycan відповідно до своєї частки інвестицій. GAC Aion візьме на себе післяпродажне обслуговування продукції Hycan. Компанія Hycan була визнана такою, що фактично припинила своє існування.

## Технології

### Штучний інтелект «Little Can»
Автомобілі Hycan оснащені розумним асистентом, подібним до розумного асистента Nomi від Nio. Асистент на ім'я Little Can (китайською 小CAN, вимовляється Xiǎo Cān) може завантажувати навігацію автомобіля, керувати музикою, регулювати температуру в салоні, відчиняти та зачиняти вікна, а також робити селфі з пасажирами в салоні.

## Моделі

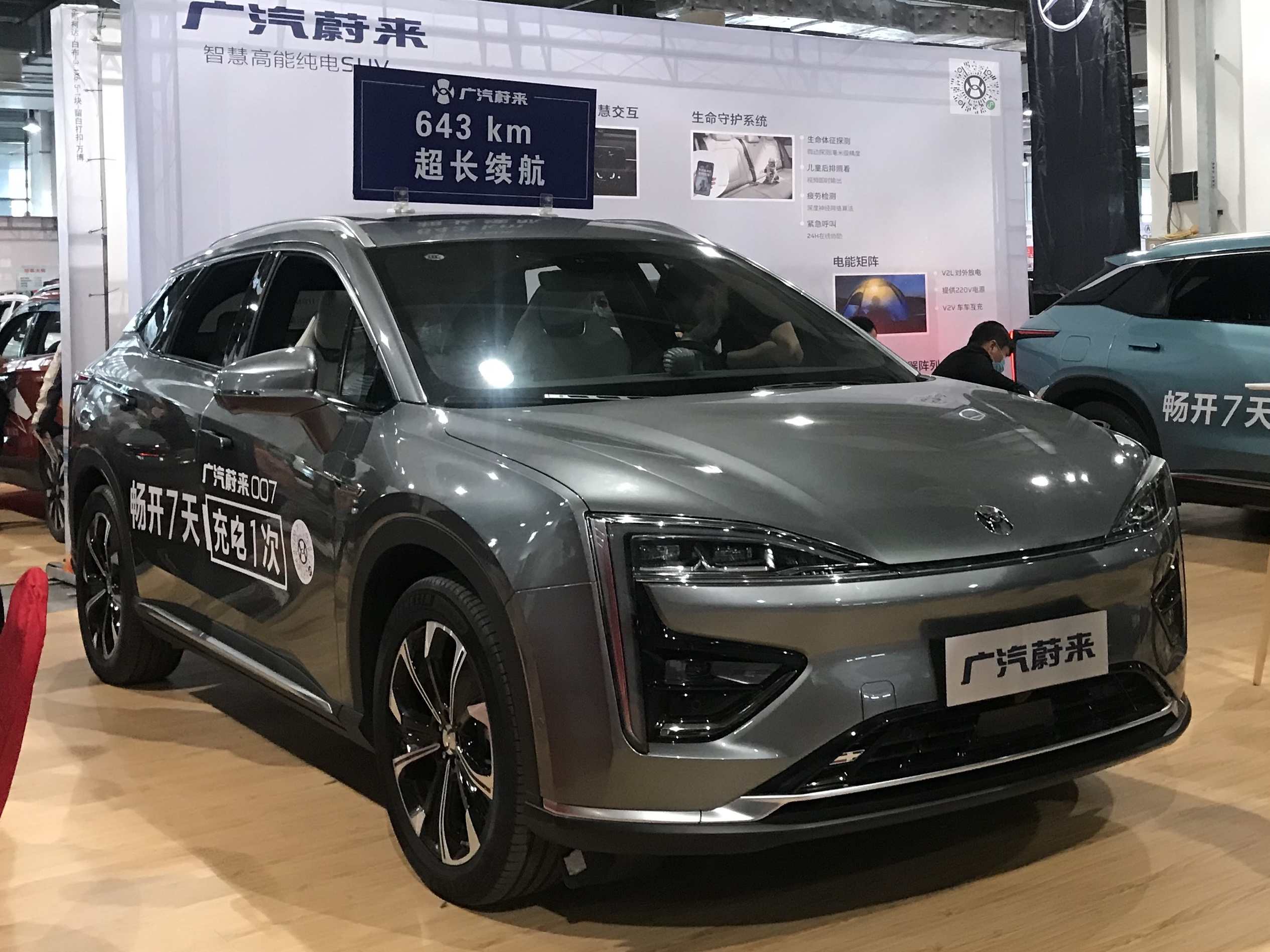
Hycan 007
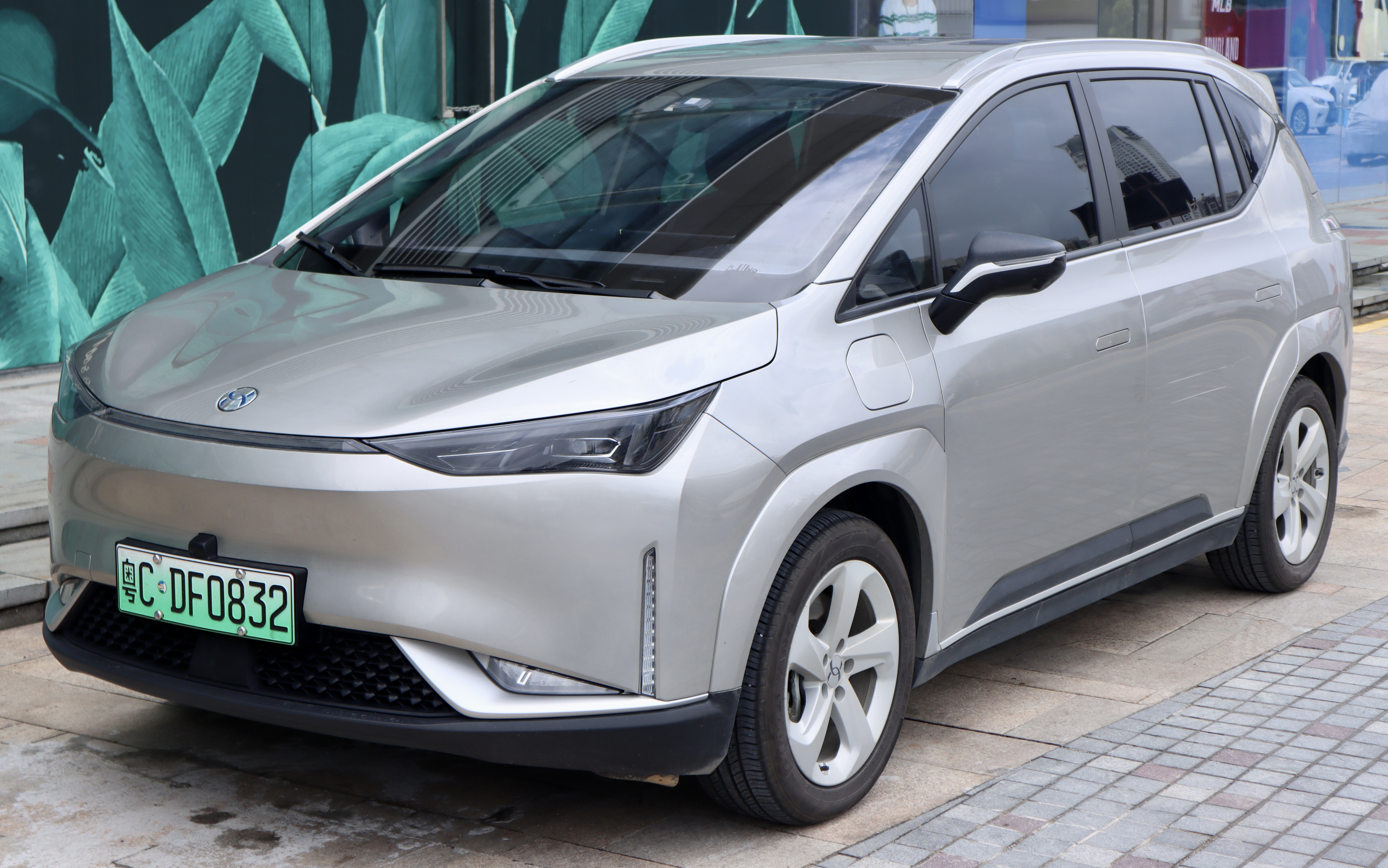
Hycan Z03
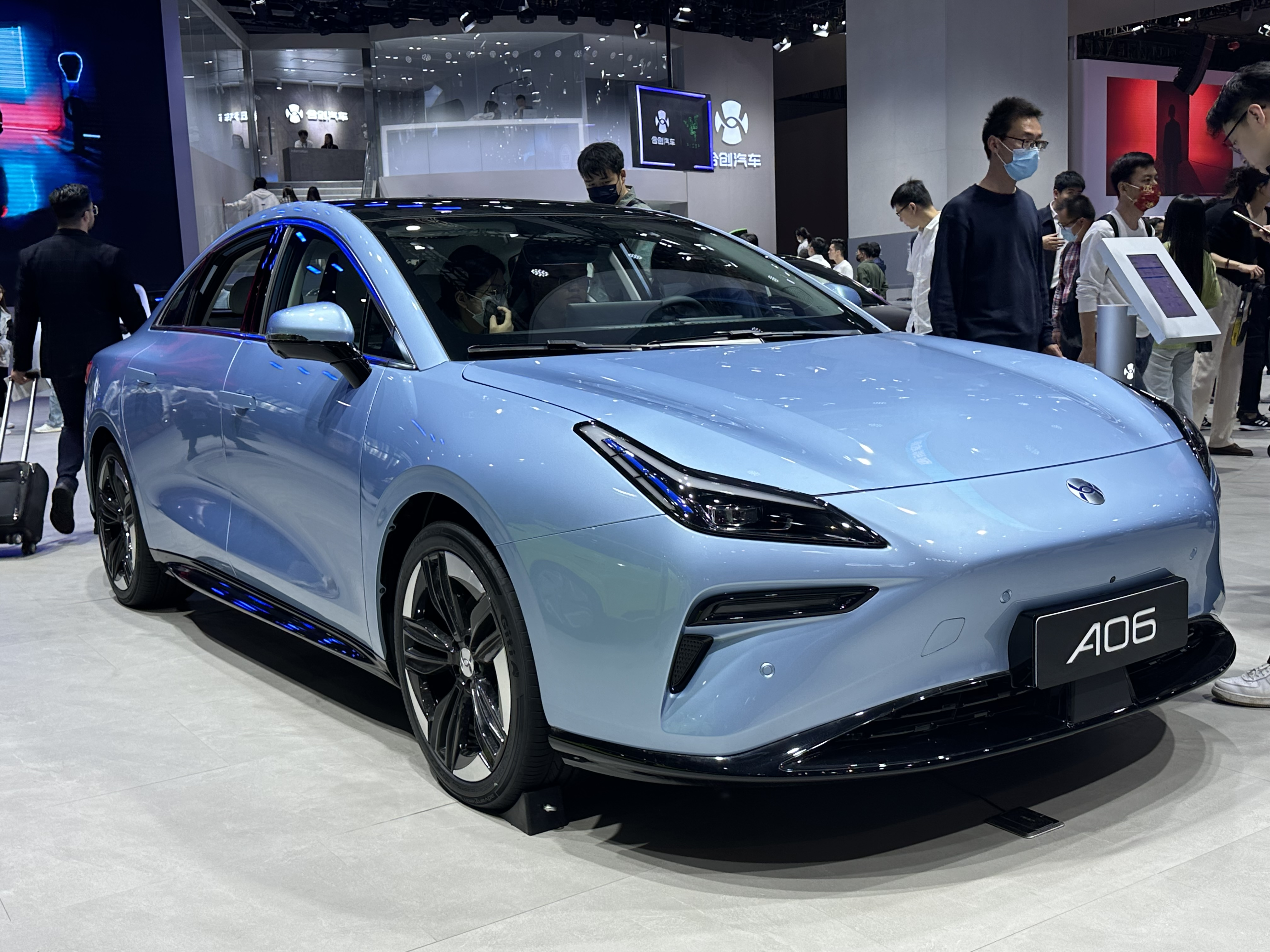
Hycan A06
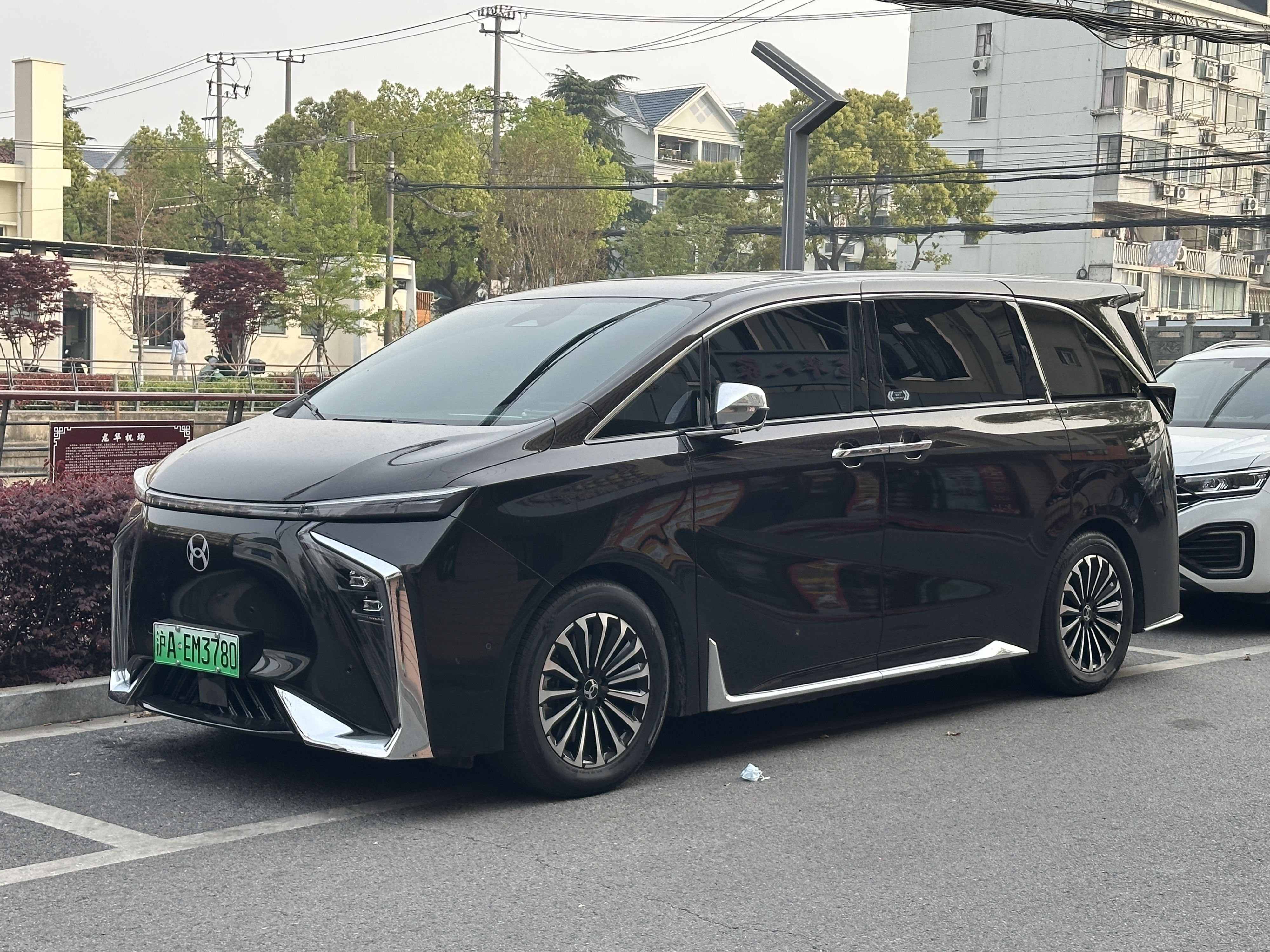
Hycan V09

## Продажі
| Рік  | Продажі |
| ---- | ------- |
| 2020 | 659     |
| 2021 | 2,907   |
| 2022 | 19,621  |
| 2023 | 15,980  |